# 韓朝彩
韓 朝彩（かん ちょうさい、生没年不詳）は、中国唐代の宦官・武将。

## 略歴
『続日本紀』によると、唐の広徳2年（764年、日本の天平宝字8年）に、渤海から新羅にやってきて、金才伯を通じて、大宰府に日本人留学僧戒融の安否を尋ねさせている。日本の乾政官（太政官）は、戒融は去年の10月に高麗（渤海）から聖朝（日本）に帰還していると答えている。
この前年、史思明の子の史朝義の死により、安史の乱が終息に向かいつつあり、唐使が渤海を経由して新羅から日本僧の帰国を確認しようとしたことは、当時の国際情勢を反映したものだとも考えられる。
なお、韓朝彩は「韓内常侍」とも表記されており、内常侍は内侍省に所属し、内侍を補佐する官で、宦官が任命され、皇帝に近侍して制令を伝える役目を持っていた。
日本の史料における韓朝彩の事績はこれだけであるが、その名前は『新唐書』の「田承嗣伝」にも見え、大暦10年（775年、日本の宝亀6年）に起こった魏博節度使田承嗣の乱に際して、皇帝の「宣慰使」として磁州で戦い、田承嗣軍を破るという活躍を見せている。「宣慰使」も宦官が任命されることが多く、この韓朝彩も代宗の宦官である。